# Marc Pascal
Marc Pascal est un footballeur français né le 5 mars 1962 à Philippeville, aujourd'hui Skikda en Algérie. Il joue au poste d'avant-centre de la fin des années 1970 au début des années 1990.
Formé à l'Olympique de Marseille, il fait partie de l'équipe des « Minots » qui permit au club de retrouver la division 1 en 1984. Il évolue ensuite dans cinq clubs différents avant de terminer sa carrière dans le club portugais du FC Paços Ferreira en 1992.

## Biographie

### Enfance
Marc Pascal naît à Philippeville en Algérie française le 5 mars 1962. À l'indépendance de l'Algérie, sa famille rejoint la France et s'installe d'abord à Paris puis à Toulouse. C'est dans cette ville qu'il découvre le football.

### Parcours
Repéré par l'Olympique de Marseille, il intègre le centre de formation du club en 1977.
Ses performances avec les jeunes lui valent d'être appelé pour la première fois en équipe première par l'entraîneur Jules Zvunka le 18 mai 1979 lors de la 35e journée du championnat. Titularisé à la tête de l’attaque olympienne dans ce match disputé au Stade Auguste-Delaune face au Stade de Reims et perdu sur le score de un à zéro, il est remplacé à la 85e minute par Désiré Sikely. La même année, il remporte avec les juniors marseillais la Coupe Gambardella. L'année suivante, il termine meilleur buteur du groupe Sud de division 3 en inscrivant 20 buts en dix-neuf matchs,. Il dispute également sept rencontres avec l'équipe première pour un but marqué lors de la saison 1980 qui voit le club relégué en division 2. 
L'OM se retrouve alors au bord de la liquidation judiciaire et licencie tous ses joueurs professionnels ainsi que son personnel technique en avril 1981. Les jeunes olympiens, les « Minots », ne perdent aucune des six dernières rencontres et sauvent ainsi le club. Marc Pascal devenu titulaire au poste d'avant-centre inscrit la saison suivante dix-huit buts et termine meilleur buteur du groupe A. Les olympiens, malgré une série de vingt matchs sans défaite, ne terminent que 3e du championnat. Il est alors appelé, en avril 1982, en Équipe de France B par Gaby Robert pour disputer une rencontre face au Luxembourg. Il entre en jeu en remplacement de Yannick Stopyra à la 52e minute dans un match remporté un à zéro par les Français. En fin de saison, il dispute également le Tournoi de Toulon avec l'équipe de France espoirs dirigée par Jacky Braun. Les  « Bleuets » terminent 7e du tournoi.
Après une saison de transition l'année suivante, les Marseillais amenés par une attaque Žarko Olarević, Saar Boubacar et Marc Pascal qui inscrit quatre-vingt-douze buts, remonte en division 1 après quatre ans à l'échelon inférieur. En juin, il remporte avec les « Bleuets » le Tournoi de Toulon pour sa troisième participation à la compétition. Les jeunes français s'imposent en finale sur l'URSS aux tirs au but après un match nul un partout. En division 1, Marc Pascal joue moins et n'inscrit que trois buts en vingt-quatre rencontres, l'entraîneur Pierre Cahuzac lui préférant Laurie Cunningham et Tchen La Ling.
Marc Pascal rejoint en 1985 les Girondins de Bordeaux où il signe un contrat de quatre ans. En concurrence en attaque avec Bernard Lacombe et Uwe Reinders, il dispute cependant vingt-cinq rencontres de championnat pour sept buts marqués. La saison suivante, il est prêté à l'OGC Nice dont il termine meilleur buteur avec sept buts puis en 1987 au Brest Armorique FC. Il termine également meilleur buteur du club avec huit buts inscrits dont un quadruplé contre le RC Lens mais le club termine 19e et est relégué en division 2 en fin de saison. De retour chez les Girondins en 1988, il joue peu et en fin de contrat, il s'engage alors avec le SCO Angers en division 2.
Marc Pascal ne dispute qu'une saison sous les couleurs angevines et rejoint en 1990 le FC Tours où il inscrit sept buts en trente-et-un matchs. Il termine sa carrière dans le club portugais de première division du FC Paços Ferreira en 1992.

## Palmarès
Marc Pascal dispute 121 matchs pour 25 buts marqués en division 1 et 167 matchs pour 69 buts en division 2. Avec l'Olympique de Marseille, il est Vice-Champion de France D2 en 1984 et termine meilleur buteur de division 2 (groupe A) en 1982 avec 18 buts inscrits. Avec l'équipe réserve, il est également meilleur buteur du groupe Sud de division 3 en 1980 avec 20 buts inscrits. Il remporte avec les juniors de l'OM la Coupe Gambardella en 1979.
Avec les Girondins de Bordeaux, il est finaliste du trophée des champions en 1985 et avec l'équipe de France espoirs, il remporte le Tournoi de Toulon en 1984.

## Statistiques
Le tableau ci-dessous résume les statistiques en match officiel de Marc Pascal durant sa carrière de joueur professionnel,.
| Saison                | Club                   | Championnat           | Championnat | Championnat | Coupe(s) nationale(s) | Coupe(s) nationale(s) | Compétition(s) continentale(s) | Compétition(s) continentale(s) | Compétition(s) continentale(s) | Trophée des champions | Trophée des champions | Sélection      | Sélection | Sélection | Total | Total |
| Saison                | Club                   | Division              | M.          | B.          | M.                    | B.                    | Comp.                          | M.                             | B.                             | M.                    | B.                    | Équipe         | M.        | B.        | M.    | B.    |
| 1978-1979             | Olympique de Marseille | Division 1            | 2           | 0           | -                     | -                     | -                              | -                              | -                              | -                     | -                     | -              | -         | -         | 2     | 0     |
| 1979-1980             | Olympique de Marseille | Division 1            | 7           | 1           | -                     | -                     | -                              | -                              | -                              | -                     | -                     | -              | -         | -         | 7     | 1     |
| 1980-1981             | Olympique de Marseille | Division 2            | 21          | 7           | 1                     | 0                     | -                              | -                              | -                              | -                     | -                     | -              | -         | -         | 22    | 7     |
| 1981-1982             | Olympique de Marseille | Division 2            | 33          | 18          | 6                     | 5                     | -                              | -                              | -                              | -                     | -                     | France B       | 1         | 0         | 40    | 23    |
| 1982-1983             | Olympique de Marseille | Division 2            | 31          | 11          | 5                     | 3                     | -                              | -                              | -                              | -                     | -                     | -              | -         | -         | 36    | 14    |
| 1983-1984             | Olympique de Marseille | Division 2            | 34          | 22          | 5                     | 1                     | -                              | -                              | -                              | -                     | -                     | France espoirs | 8         | 3         | 47    | 26    |
| 1984-1985             | Olympique de Marseille | Division 1            | 24          | 3           | 3                     | 1                     | -                              | -                              | -                              | -                     | -                     | France espoirs | 1         | 0         | 28    | 4     |
| 1985-1986             | Girondins de Bordeaux  | Division 1            | 25          | 7           | 5                     | 0                     | C1                             | 2                              | 1                              | 1                     | 0                     | -              | -         | -         | 33    | 8     |
| 1986-1987             | OGC Nice               | Division 1            | 25          | 5           | 3                     | 0                     | -                              | -                              | -                              | -                     | -                     | -              | -         | -         | 28    | 5     |
| 1987-1988             | Brest Armorique FC     | Division 1            | 26          | 8           | 1                     | 0                     | -                              | -                              | -                              | -                     | -                     | -              | -         | -         | 27    | 8     |
| 1988-1989             | Girondins de Bordeaux  | Division 1            | 12          | 1           | -                     | -                     | C3                             | 1                              | 0                              | -                     | -                     | -              | -         | -         | 13    | 1     |
| 1989-1990             | SCO Angers             | Division 2            | 18          | 4           | 1                     | 0                     | -                              | -                              | -                              | -                     | -                     | -              | -         | -         | 19    | 4     |
| 1990-1991             | Tours FC               | Division 2            | 30          | 7           | 1                     | 0                     | -                              | -                              | -                              | -                     | -                     | -              | -         | -         | 31    | 7     |
| 1991-1992             | FC Paços Ferreira      | Division 1            | 22          | 3           | -                     | -                     | -                              | -                              | -                              | -                     | -                     | -              | -         | -         | 22    | 3     |
| Total sur la carrière | Total sur la carrière  | Total sur la carrière | 310         | 97          | 31                    | 10                    | -                              | 3                              | 1                              | 1                     | 0                     | -              | 10        | 3         | 355   | 111   |